# Серра-Пакарайма
Се́рра-Пакара́йма или Сьерра-Пакараима (исп. Sierra de Pacaraima, порт. Serra de Pacaraíma) — центральный горный массив Гвианского нагорья, расположенный в Бразилии, Венесуэле и Гайане. Он формирует водораздел между долиной Ориноко и бассейном Амазонки. Горы тянутся на 400 км с востока на запад и отмечают границу между бразильским штатом Рорайма и юго-восточной Венесуэлой, также между Бразилией и западной и центральной Гайаной.